# 萨塔尔·伊马舍夫
萨塔尔·努尔马舍维奇·伊马舍夫，（俄语：Саттар Нурмашевич Имашев，1925年3月20日—1984年2月22日），哈萨克族，历史学副博士，苏联党和国家领导人。曾任哈萨克苏维埃社会主义共和国最高苏维埃主席、最高苏维埃主席团主席，苏联最高苏维埃主席团副主席等职。

## 生平
- 1925年3月20日出生于哈萨克自治社会主义苏维埃共和国乌拉尔省比尔里克村的一个农民家庭，属小玉兹贝里什部。
- 1941年，哈萨克苏维埃社会主义共和国阿克托别州新罗西斯克村中学教师。
- 1942年-1943年，哈萨克苏维埃社会主义共和国古里耶夫州登吉兹区中学教师。
- 1943年-1946年，苏联红军服役。

期间：
1943年1月-1944年6月，红军里加步兵学院学习。

1944年6月-9月，南乌拉尔军区预备役军官第21独立团学员。

1944年9月-1945年1月，乌克兰第三方面军第99近卫空降师排长。1945年加入联共（布）。

1945年1月-1946年6月，红军第103近卫步兵师第324团排长。战后以少尉军衔退役。
- 1946年-1947年，哈共（布）阿克纠宾斯克州委讲师。
- 1947年-1949年，哈共（布）中央党校学习。1949年毕业于哈萨克国立基洛夫大学。
- 1949年-1950年，哈共（布）阿克纠宾斯克州委部门负责人。
- 1950年-1953年，哈共中央党校党史研究所学习。1954年获历史学副博士学位。
- 1954年-1958年，哈共中央党校副研究员、研究员。
- 1958年-1960年，哈共中央宣传鼓动部副部长。
- 1960年-1961年，哈共中央党史研究所所长。
- 1961年-1965年6月，哈共采林诺州委书记。
- 1965年6月-1979年12月，哈共中央委员会书记，主管意识形态工作。期间，1975年7月-1979年12月，哈萨克苏维埃社会主义共和国最高苏维埃主席。
- 1979年12月-1984年2月，哈萨克苏维埃社会主义共和国最高苏维埃主席团主席。期间，1979年-1980年，苏联最高苏维埃联盟院外事委员会委员。1980年-1984年2月，苏联最高苏维埃主席团副主席。
- 1984年2月22日于阿拉木图逝世，终年58岁。葬于阿拉木图中央公墓。

伊马舍夫是苏共24-26大代表，第25届中央审计委员，第26届中央委员。第8届苏联最高苏维埃民族院代表，第10届苏联最高苏维埃联盟院代表，第6-10届哈萨克苏维埃社会主义共和国最高苏维埃代表。

## 荣誉
- 列宁勋章
- 十月革命勋章
- 两次劳动红旗勋章
- 红星勋章
- 1941－1945年伟大卫国战争战胜德国奖章